# Hrvatsko nacionalno svetište sv. Nikole Tavelića
Hrvatsko nacionalno svetište sv. Nikole Tavelića nalazi se u Šibeniku i posvećeno je prvome hrvatskome kanoniziranom svecu sv. Nikoli Taveliću. Jedno je od najpopularnijih svetišta na dalmatinskoj obali. Samostan i crkva u sklopu svetišta posvećeni su svetom Franji Asiškom.

## O svetištu
Crkva sv. Franje podignuta je u drugoj polovici 15. stoljeća na krajnjem jugoistočnom dijelu povijesne gradske jezgre u neposrednoj blizini mora. Crkva sv. Frane posvećena je 31. svibnja 1423. godine. Od 1970., zauzimanjem biskupa ova je crkva proglašena za Hrvatsko nacionalno svetište sv. Nikole Tavelića. U vrijeme barokizacije i ova velebna građevina ukrašena je baroknim oltarima, od kojih su pokrajnji očuvani do danas, dok je glavni mramorni oltar, s kamenom nadgradnjom, velikim dijelom odstranjen pri obnovi sedamdesetih godina prošlog stoljeća. Osobitu vrijednost u crkvi predstavljaju orgulje poznatog izrađivača orgulja Petra Nakića.
Crkva je imala sedam oltara, a povremeno i više. Mnogi oltari su nastali i podignuti kao zavjetni dar vjernika. Četiri barokna oltara imaju svoju posebnu povijesnu i umjetničku vrijednost. Jedan je posvećen sv. Nikoli Taveliću.
U sklopu crkve i samostana, nalazi se i Muzej sv. Franje s crkvenim knjigama i umjetničkim sakralnim predmetima. Muzejska knjižnica ističe se zbirkom od 140 inkunabula te zbirkom rukopisnih kodeksa. Tu se nalazi i Šibenska molitva, jedan od najstarijih hrvatskoh jezičnih i književnih spomenika, napisan latinicom oko 1375. godine.

## Galerija
- Crkva sv. Franje
- Oltar u Svetištu
- Oltar u Svetištu
- Oltar u Svetištu
- Oltar sv. Nikole Tavelića u Svetištu

## Povezano
- Nacionalno svetište sv. Josipa
- Svetište Sveta Mati Slobode
- Svetište bl. Marije Petković u Blatu

## Vanjske poveznice
Mrežna mjesta
- Službena internetska stranica Hrvatskoga nacionalnoga svetišta sv. Nikole Tavelića